# Bitterfelder Bogen
Der Bitterfelder Bogen ist ein Bauwerk in Form einer Stahl-Bogenbrücke. Er ist eine von dem Frankfurter Künstler Claus Bury entworfene Architekturskulptur auf einer ehemaligen Hochkippe, dem so genannten Bitterfelder Berg, über der neu entstandenen Kultur- und Seenlandschaft der Region Bitterfeld. Der 2005–2006 entstandene Bau mit einer Länge von 81 m, einer Breite von 14 m und einer Höhe von 28 m wird als Aussichtspunkt genutzt. Der Bogen ist ein neues Wahrzeichen der Stadt Bitterfeld-Wolfen, die dieses Motiv auch für ihr Logo verwendet.

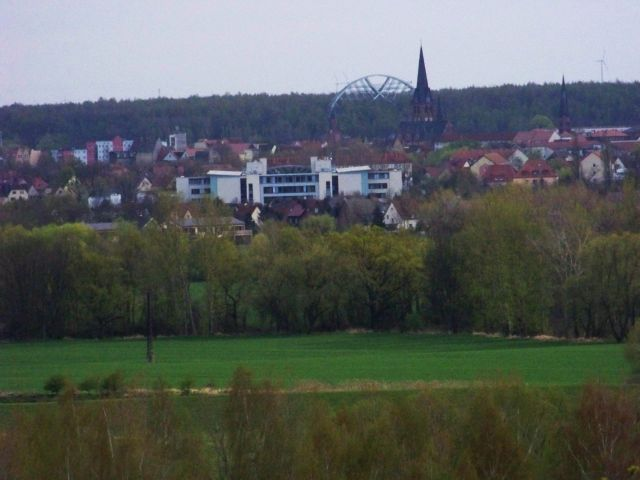
Bitterfeld und der Bitterfelder Bogen (vom Steinberg in Muldenstein aus gesehen)

Die Bogenkonstruktion stützt sich auf zwei diagonal zueinander gestellte, spitzovale Flügelformen und staffelt sich in dreifacher Ausführung in die Tiefe. In die beiden Zwischenräume ist eine 6°-Steigung aufweisende Rampenanlage eingehängt. Deutlich sind die beiden Flügelpaare der Gesamtarchitektur nach innen geneigt, was dem Bogen sowohl zusätzliche Eleganz als auch statische Festigkeit verleiht. Die erwähnten Rampen führen in langgestrecktem Zickzackkurs zwei Mal fünf Fußwege aus rutschfesten und engmaschigen verzinkten Stahlrosten in die Höhe. Alle Wege sind stufenlos und von metallenen Geländern aus engen rhythmischen Stabgittern gesichert. Jede Biegung des insgesamt 540 Meter langen Wanderweges hat eine kleine Plattform inklusive einer Bank. Die oberste Rampe endet in einem Balkon, der in 21 Meter Höhe über den Bogen hinausragt und hoch über Bitterfeld zum Verweilen einlädt.
Bitterfelder Bogen ist auch der Titel eines Berichts von Monika Maron aus dem Jahr 2009. Hatte sie im Jahr 1981 in ihrem Debütroman Flugasche die Stadt Bitterfeld noch als schmutzigste Stadt Europas beschrieben, stellt sie fast 30 Jahre später die Veränderungen der Stadt dar und berichtet vor allem über die neuentstandene Solarzellenfabrik Q-Cells.